# Junoniini
Tribu
Les Junoniini sont une tribu de lépidoptères (papillons) de la famille des Nymphalidae et de la sous-famille des Nymphalinae.

## Historique
La tribu des Junoniini a été décrite par l'entomologiste finlandais Enzio Reuter (en) en 1896.

## Liste des genres
Cette tribu contient aujourd'hui six genres, :
- Junonia Hübner, 1819
- Salamis Boisduval, 1833
- Yoma Doherty, 1886
- Protogoniomorpha Wallengren 1857
- Precis Hübner, 1819
- Hypolimnas Hübner, 1819

## Morphologie
Les Junoniini sont des papillons de taille moyenne à grande voire très grande, souvent très colorés et ornementés.

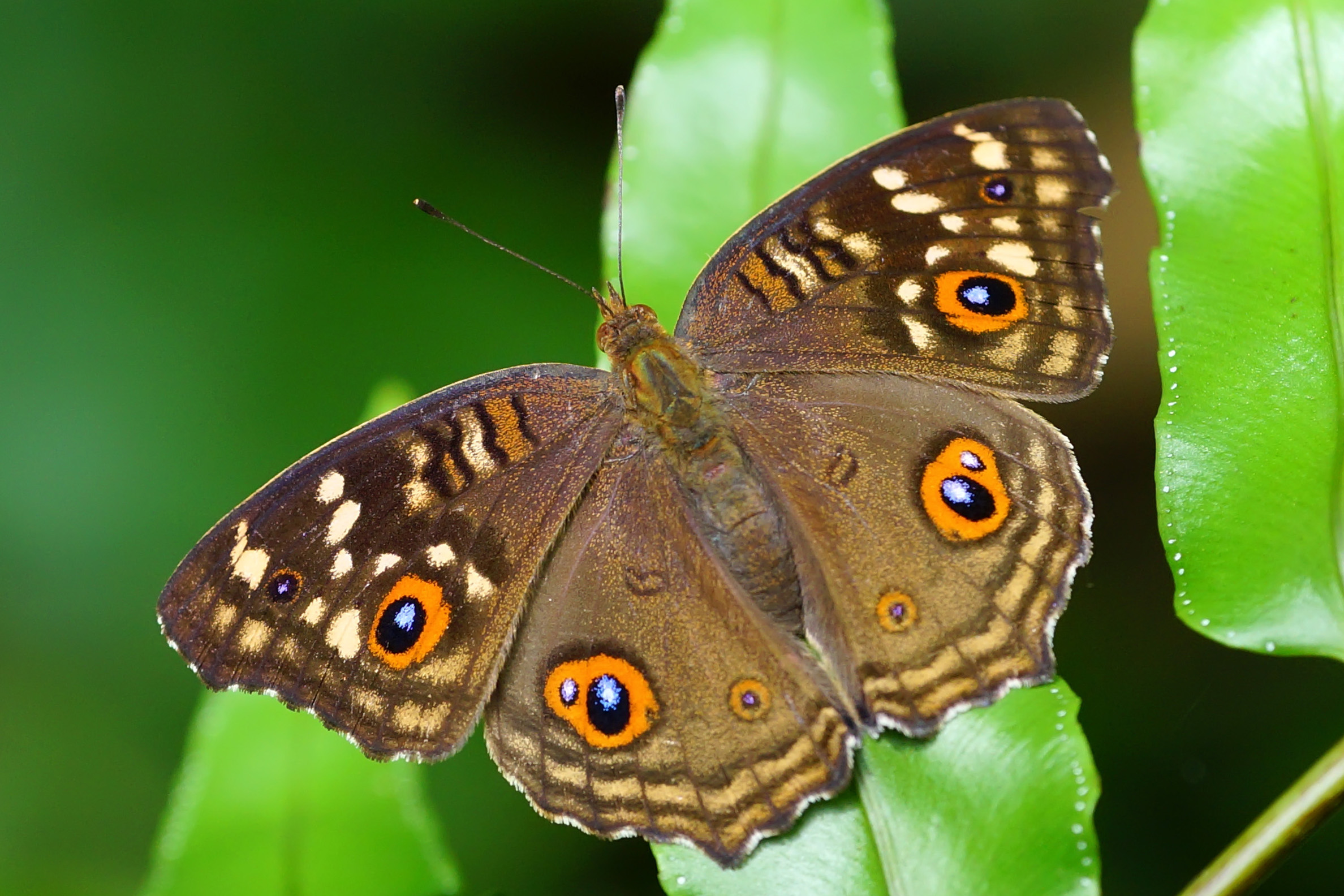
Junonia lemonias
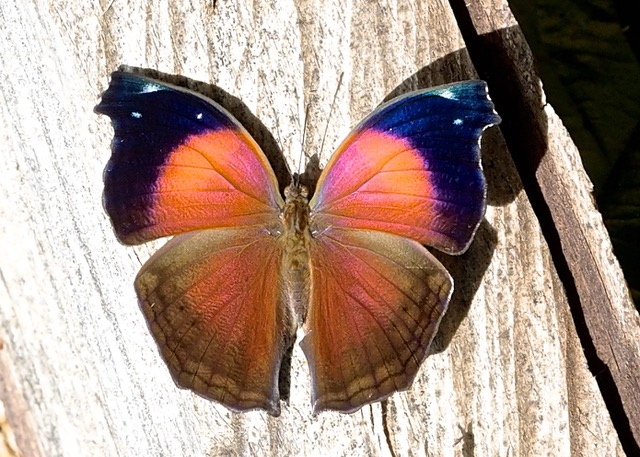
Salamis cacta
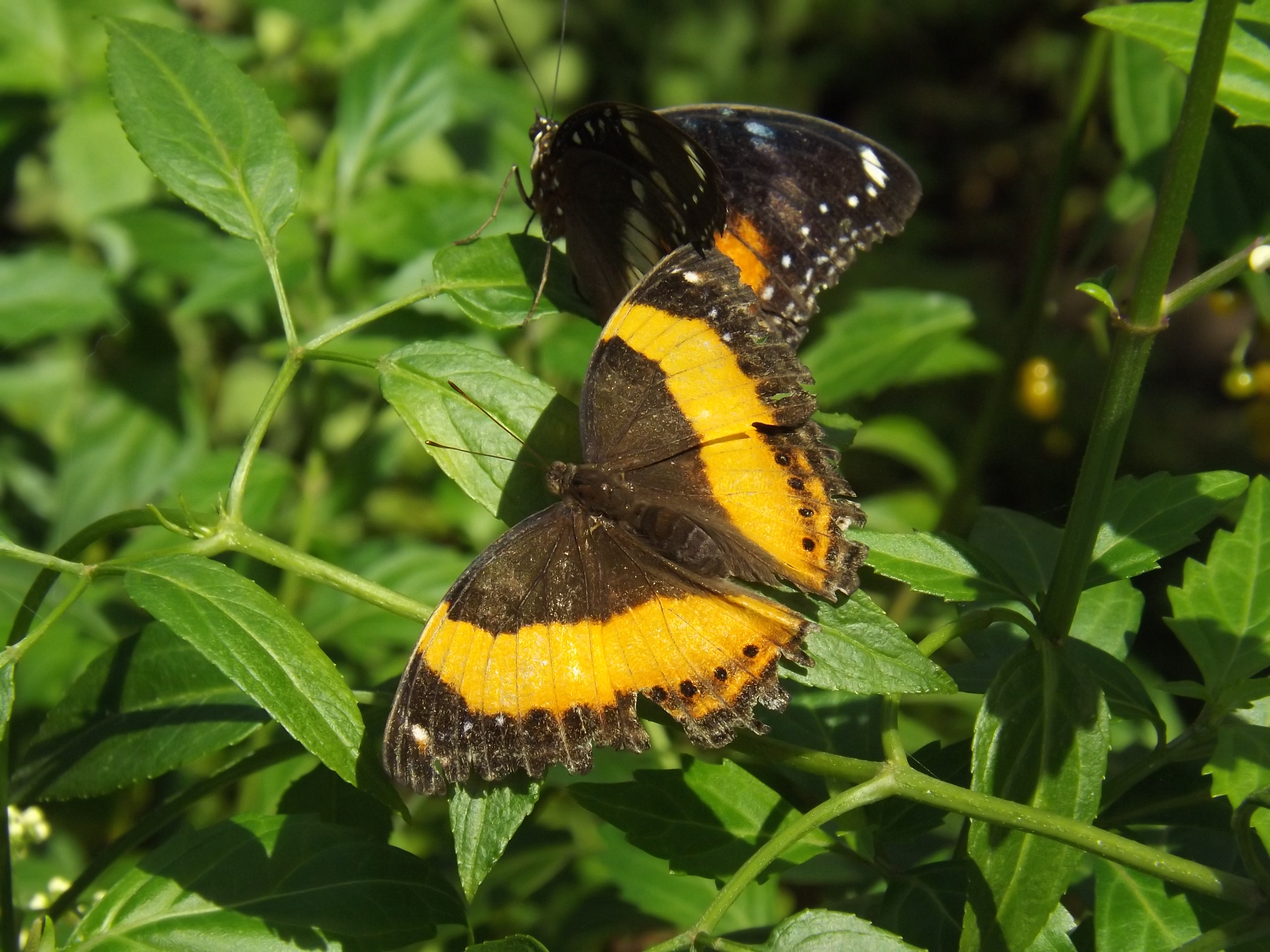
Yoma sabina
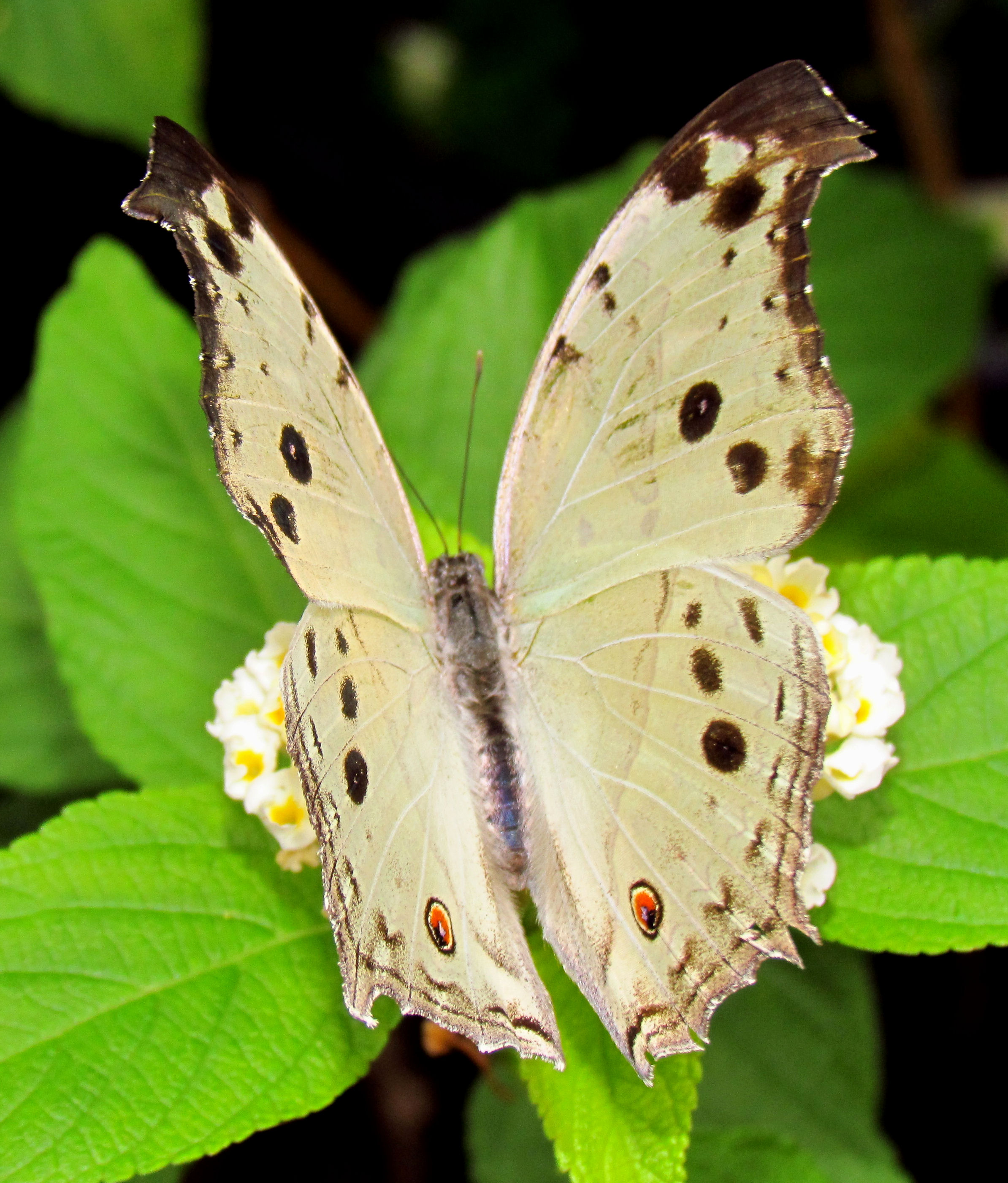
Protogoniomorpha parhassus
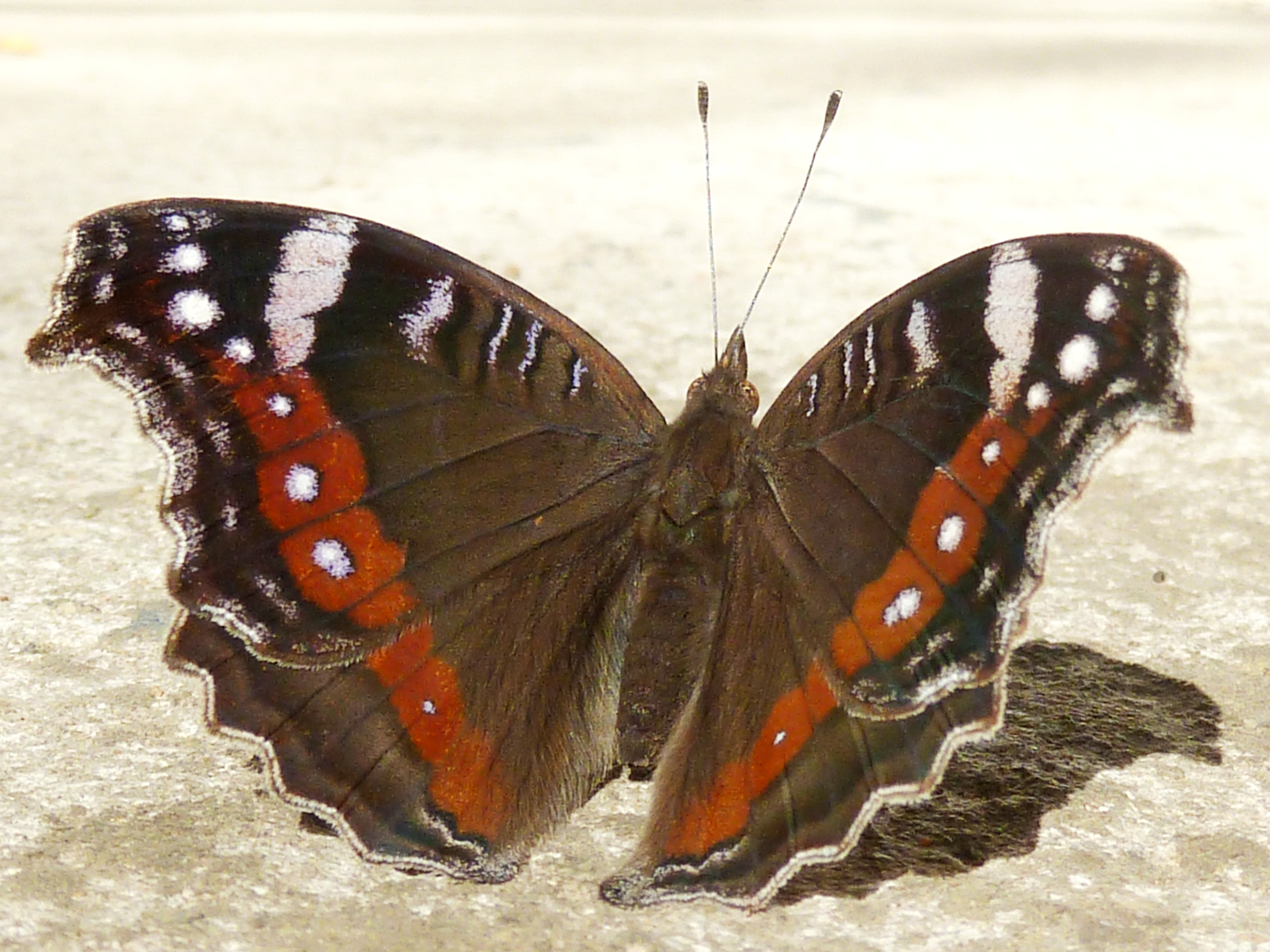
Precis archesia
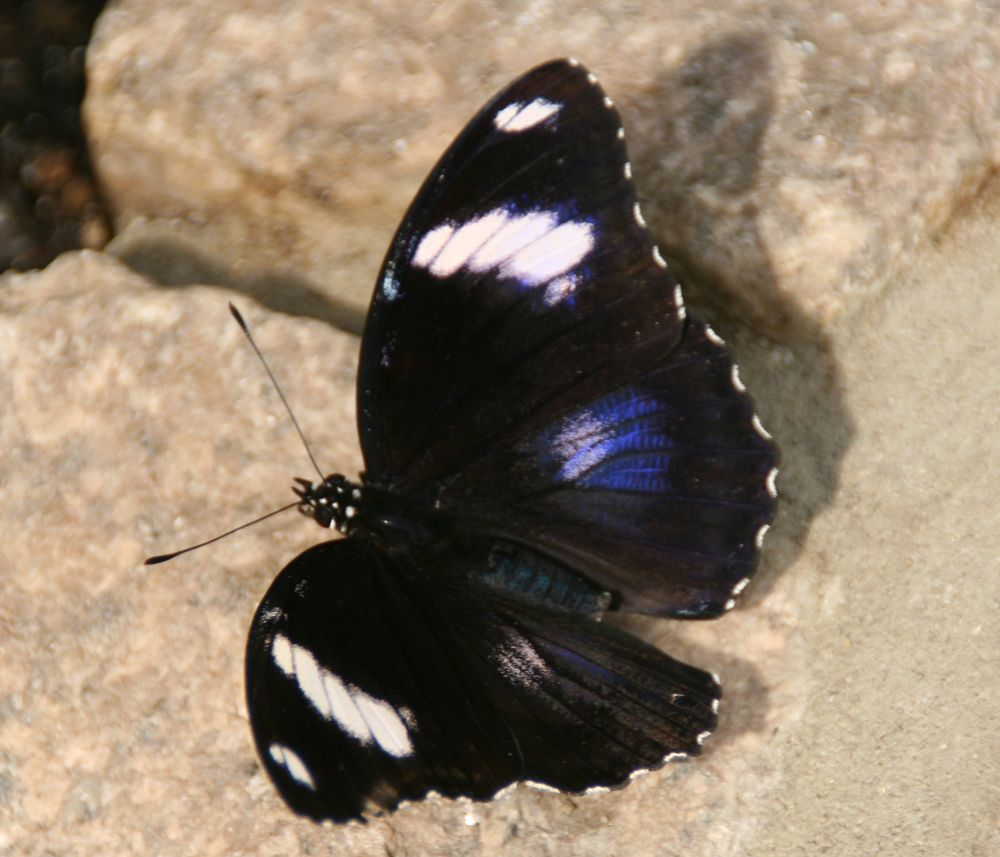
Hypolimnas bolina